# 1989 na política
Nesta página encontrará referências aos acontecimentos directamente relacionados com a política ocorridos durante o ano de 1989.

## Eventos
- 5 de Abril - Fundação da cidade baiana de Adustina
- 20 de Maio - Palmas capital do estado do Tocantins, é criada
- 30 de Junho
  - Criação da freguesia portuguesa de Zambujeira do Mar
  - A freguesia portuguesa de Alfena, concelho de Valongo é elevada à categoria de vila
- 24 de Agosto - A freguesia portuguesa de Eixo recupera o estatuto de vila
- 12 de Setembro - Criação da freguesia portuguesa de Fradelos
- A freguesia Água de Pena, do concelho de Santa Cruz (Ilha da Madeira), foi extinta em 1989 e integrada na freguesia de Santa Cruz.[1]
- 17 de dezembro - Fernando Collor é eleito presidente do Brasil.[2]

## Nascimentos
| Data       | Nome            | Profissão               | Nacionalidade | Observações | Ref |
| ---------- | --------------- | ----------------------- | ------------- | ----------- | --- |
| 5 de julho | Natalia Zaracho | sindicalista e política | Argentina     |             |     |

## Mortes
| Data | Nome                | Profissão          | Nacionalidade | Observações | Ref |
| ---- | ------------------- | ------------------ | ------------- | ----------- | --- |
| ??   | Rubem Carlos Ludwig | militar e político | Brasil        | n. 1926     |     |